# Валлумбілла – Гладстон – Рокгемптон
Валлумбілла – Гладстон – Рокгемптон – газопровід у австралійському штаті Квінсленд. Офіційно відомий як Queensland Gas Pipeline (QGP).
Трубопровід, який став до ладу в 1990 році, має дві основні ділянки:
- довжиною 530 кілометрів та діаметром 300 мм до Гладстону;
- довжиною 97 кілометрів та діаметром 200 мм від району Гладстону до Рокгемптону.
В 2010 та 2014 роках додали два лупінги загальною довжиною 148 кілометрів в діаметрі 400 мм.
Пропускна здатність газопроводу дорівнює 3,8 млн м3 на добу, а перекачування блакитного палива забезпечують компресорні станції у Роллестоні та Банані. Нормальний операційний тиск становить від 7,5 МПа до 10,2 МПа. 
На момент запуску джерелом ресурсу були родовища району Валлумбілла, до яких в 1996-му приєдналось блакитне паливо з газопроводу Баллера – Валлумбілла. Додатковий ресурс надходив по трубопроводах Єллоубенк – Валлумбілла-Гладстон, Роллестон – Валлумбілла-Гладстон (обидва почали роботу того ж 1990 року), Доусон-Воллей – Валлумбілла-Гладстон та Моура – Валлумбілла-Гладстон (з 1996-го) і перемичці від установки підготовки Ферв'ю (з 1998-го). 
В середині 2010-х QGP отримав сполучення з трубопроводами, що ведуть до заводів зі зрідження на острові Кертіс-Айленд – через перемичку від установки підготовки Спрінг-Галлі з системою Талінга/Спрінг-Галлі – Вандоан – Кертіс-Айленд і через видобувний комплекс на Ферв'ю з Ферв'ю – Кертіс-Айленд. Крім того, наразі у Валлумбіллі сформувався газовий хаб, що надає доступ до трубопроводів Віндібрі – Валлумбілла, Талінга — Валлумбілла, Ріді-Крік – Валлумбілла (втім, всі їх вихідні установки підготовки наразі безпосередньо під'єднані до потужних систем, що прямують до Кертіс-Айленду), Валлумбілла – Брисбен, а також сполучений з підземними сховищами газу Рома, Сілвер-Спрінгс та Ньюстед. 
Великими споживачами протранспортованого блакитного палива є глиноземні заводи у Гладстоні та Ярвуні, а також хімічний завод у Ярвуні, завод з переробки магнезиту у Паркгерсті і ТЕЦ Ярвун. Також ресурс передається до газопроводу Гладстон – Меріборо.